# Сербинов, Пётр Иванович
Пётр Иванович Сербинов (1869, Керчь, Таврическая губерния — не ранее 1930) — протоиерей Православной российской церкви, настоятель храмов в Крыму. Репрессирован. Реабилитирован посмертно.

## Биография
Родился в семье священника, настоятеля Керченского собора. Жена — Зинаида Вячеславовна. Дети — Мария, Иван. Окончил Таврическую духовную семинарию, в 1891 году окончил Киевскую духовную академию.
Преподаватель Закона Божия в учебных заведениях Керчи (1891). Иерей в керченском соборе (1893). Помощник настоятеля Иоанно-Златоустовского собора в Ялте(1899). Настоятель собора святого Александра Невского в Ялте (1902). Снят с должности и выслан под надзор полиции за служение панихиды по жертвам Кровавого воскресенья (1906).
Настоятель храма святого Феодора Стратилата в Алуште (ныне Храм во имя всех Крымских Святых и Феодора Стратилата), заведующий церковно-приходской школой при нём (1906). Протоиерей (1910), законоучитель в гимназии и высшем начальном училище, гласный городской думы Алушты (1914—1920). Успешно ходатайствовал перед властями об открытии греческих школ в Крыму (1914), председатель Алуштинского отделения Ялтинского уездного комитета Всероссийского земского союза помощи больным и раненым воинам (1915), делегат Всероссийского съезда духовенства и мирян (1917). 
В 1917—1918 годах член Поместного Собора Православной Российской Церкви по избранию как клирик от Таврической епархии, участвовал в 1–2-й сессиях, член III, V, XIV отделов.
В 1919–1920 годах председатель Комитета помощи беженцам в Алуште. В 1920 году отказался эвакуироваться с Русской армией.
В 1921 году Особым отделом 4-й армии и Крыма за «контрреволюционную деятельность» приговорён к расстрелу, но освобождён на поруки после ходатайства делегации от татарского, еврейского, греческого и русского населения Алушты.
Настоятель храма Феодора Стратилата и его судьба упоминается в одной из книг о красном терроре в Крыму «Солнце мертвых» (1923) писателя И. С. Шмелёва, который жил в Алуште в 1918—1922 годах и был свидетелем событий. Священник о. Сербинов (без упоминания имени, это могло привести к новому аресту) описывается в монологе рыбака Павла (глава «Чатыр-Даг дышит»):

«Попа нашего два раза забирали, в Ялты возили! Уж мы ручательство подавали! Нам без попа нельзя, в море ходим! Уйду, мочи моей не стало… на Одессу подамся, а там — к румынам… А что народу погубили! Которые у Врангеля были по мобилизации солдаты, раздели до гульчиков, разули, голыми погнали через горы! Плакали мы, как сбили их на базаре… кто в одеялке, кто вовсе дрожит в одной рубахе, без нижнего… как над людями измывались! В подвалах морили… потом, кого расстрелили, кого куда… не доищутся. А всех, кто в милиции служил из хлеба, простые же солдатики… всех до единого расстрелили! Сколько-то тыщ. И все этот проклятый… Бэла-Кун, а у него полюбовница была, секретарша, Землячка прозывается, а настоящая фамилия неизвестна… вот зверь, стерьва!»
С апреля 1921 года вновь настоятель собора святого Александра Невского в Ялте, где в то время ключарём служил отец Сергий Булгаков.
В 1923 году один из организаторов автокефальной Крымской Церкви, противник обновленчества и «реакционной тихоновщины», сторонник автономности приходов.
В 1926 году арестован, освобождён благодаря заступничеству прихожан. В 1927 году заключён в тюрьму, через 4 месяца освобождён за недоказанностью состава преступления.
5 декабря 1928 года снова арестован. Постановлением Особого Совещания при Коллегии ОГПУ от 29 марта 1929 года как «антисоветский элемент, постоянно будирующий религиозную массу против Соввласти», был выслан на 3 года в город Середина-Буда Черниговской области. В 1930 года, несмотря на требование ОГПУ, отказался снять священный сан и публично отречься от Бога. В 1994 году был полностью реабилитирован

## Сочинения
- Докладная записка об отделении Церкви от государства // ГА Республики Крым. Д. 010000. Л. 4–14.
- Заявления в ГПУ и Комитет помощи политическим заключенным // ГАРФ. Ф. 8409. Оп. 1. Д. 406. Л. 57; Д. 521. Л. 233–238.